# Bildningsalliansen
Bildningsalliansen rf är den finlandssvenska bransch- och intresseorganisationen för läroanstalterna inom fritt bildningsarbete (folkbildning) på svenska i Finland. Organisationen beskriver sitt uppdrag som att bevaka sektorns intressen gentemot andra aktörer, utveckla det fria bildningsarbetet och fortbilda personal inom den fria bildningen.
Föreningen är formellt grundad år 2013, och verksamheten har historia sedan 1919 då Finlands arbetarinstituts förbund grundades. Föreningen har idag 38 medlemsorganisationer runtom i svenskfinland bestående av svensk- och tvåspråkiga arbetar- och medborgarinstitut, folkhögskolor, sommaruniversitet, SFV:s studiecentral och Folkhälsan Utbildning Ab.
Bildningsalliansen är medlem i Förbundsarenan och Vapaa Sivistystyö ry(fi).

## Historia

### Viktiga årtal
- 1919 grundades Finlands arbetarinstituts förbund
- 1967 grundades Medborgar- och Arbetarinstitutens förbund MAIF rf (på finska Kansalais- ja työväenopinstojen liitto).[4] De svensk- och tvåspråkiga medborgarinstituten utgjorde då den svenska sektionen.
- 19.4.2005 grundades Förbundet för arbetar- och medborgarinstitut i Svenskfinland, FAMI rf, ur den svenska sektionen inom MAIF.
- 2003-2013 fungerade Bildningsforum rf som en samarbetsorganisation för det fria bildningsarbetet på svenska i Finland.
- 17.1.2013 grundades Bildningsalliansen då FAMI och Bildningsforum slogs ihop.

### Verksamhetsledare för Bildningsalliansen
- 2013-2015 Ulrica Taylor
- 2015- Henrika Nordin

### Ordförande i Bildningsalliansens styrelse
- 2013 Gunborg Gayer (tidigare ordförande i FAMI och fungerade tills att Bildningsalliansen valde sin första ordförande)
- 2013-2015 Ann Maj Björkell-Holm
- 2016-2018 Cecilia Hindersson
- 2019-2022 Moa Thors
- 2023- Anna Pensar-Kuivamäki

## Verksamhet
Bildningsalliansen tar ställning till lagstifningsfrågor som gäller utbildning, reformer, statsbudgeten samt Undervisnings- och kulturministeriets mål och åtgärder för vuxenutbildningen.
Organisationen tilldelas också rollen av myndigheter som sakkunnig i olika nationella och regionala nätverk, arbetsgrupper och delegationer kopplade till lärande som svenskspråkig representant.
Bildningsalliansen arbetar med utvecklingsprojekt inom till exempel integration på svenska, vuxnas grundläggande färdigheter, digitalisering och hållbarhet.

## Medlemmar
- ABF Åland
- Borgå folkakademi
- Borgå medborgarinstitut
- Efo - Evangeliska folkhögskolan i Svenskfinland
- Esbo Arbis
- Folkets bildningsförbund
- Folkhälsan utbildning ab/Norrrvalla folkhögskola
- Grankulla medborgarinstitut
- Hangö medborgarinstitut
- Hangö sommaruniversitet
- Helsingfors arbis
- Jakobstads arbis
- Karlebynejdens institut
- Kaskö medborgarinstitut
- Kimitoöns vuxeninstitut
- Korsholms vuxeninstitut
- Kredu - Kristliga folkhögskolan i Nykarleby
- Kristinestads medborgarinstitut/Lappfjärds folkhögskola
- Kronoby medborgarinstitut
- Kvarnen - Kronoby folkhögskola
- Kyrkslätts medborgarinstitut
- Lovisa medborgarinstitut
- Lärkkullastiftelsens folkakademi
- Malax-Korsnäs medborgarinstitut
- Mariehamns Medborgarinstitut
- Nykarleby arbetarinstitut
- Närpes vuxeninstitut/SÖFF
- Pedersöre medborgarinstitut
- Raseborgs kulturinstitut
- SFV:s studiecentral
- Sibbo institut/Sipoo opisto
- Vanda vuxenutbildningsinstitut
- Vasa medborgarinstitut/ALMA
- Vasa sommaruniversitet
- Skärgårdens kombi
- Västra Nylands folkhögskola
- Vörå medborgarinstitut
- Åbo svenska arbetarinstitut